# 2ЭС10
2ЭС10 «Гранит» — российский грузовой двухсекционный восьмиосный электровоз постоянного тока напряжения 3 кВ с асинхронным тяговым приводом. Электровоз был создан российской компанией «Группа Синара» при участии немецкого концерна Siemens (СП «Уральские локомотивы») и выпускается Уральским заводом железнодорожного машиностроения с 2010 года. На базе 2ЭС10 можно формировать трёхсекционный электровоз (2ЭС10 с бустерной секцией 2ЭС10С, условно именуемый как 3ЭС10).
Электровоз 2ЭС10 в трёхсекционной компоновке с бустерной секцией по состоянию на 2022 год фактически является самым мощным в России, хотя практически статус самого мощного российского электровоза имеет четырёхсекционный электровоз переменного тока 4ЭС5К, но при этом утверждение относительно мощности верно лишь в том случае, если не считать трёхсекционную сплотку 2ЭС10 с дополнительной секцией 2ЭС10С (то есть 3ЭС10) единым изделием (суммарная длительная мощность 12 600 кВт), поскольку 4ЭС5К немного уступает по мощности 3ЭС10 (суммарная длительная мощность 12 240 кВт).
По состоянию на май 2023 года построено 179 электровозов «Гранит» — 117 в двухсекционном и 62 в трёхсекционном исполнении. Электровозы работают в приуральских регионах России на участках с наиболее сложным профилем на Свердловской и Западно-Сибирской железных дорогах.

## Создание и выпуск

### Проектирование
В 2008 году Уральский завод железнодорожного машиностроения в Верхней Пышме Свердловской области, входящий в состав ЗАО Группа Синара, начал серийный выпуск электровозов 2ЭС6 с коллекторным тяговым приводом для замены устаревших электровозов серий ВЛ10 и ВЛ11 в приуральских регионах России с одновременным увеличением массы грузовых составов. Однако мощности электровозов 2ЭС6 было недостаточно для вождения тяжеловесных грузовых составов через горные перевалы и для этого требовалось их объединение в систему, в то время как РЖД для увеличения пропускной способности Транссибирской магистрали приняло решение о повышении веса грузовых составов на ней. Перспективным решением вопроса увеличения мощности электровозов было применение на электровозах асинхронного тягового привода электродвигателей, которые получили широкое распространение во многих европейских странах, но ещё не имели распространения в России. Асинхронные тяговые электродвигатели являются более простыми в обслуживании и при сходных размерах позволяют реализовать большую мощность, чем коллекторные, что позволяет водить составы увеличенного веса без необходимости увеличения числа секций локомотива. Ввиду этого наряду с массовым выпуском более дешёвых электровозов 2ЭС6 было принято решение о создании сходных по конструкции механической части более мощных электровозов с асинхронными электродвигателями, получивших обозначение серии 2ЭС10.
Разработка новой серии электровозов велась параллельно с доработкой конструкции электровозов 2ЭС6. Группа Синара заключила партнёрское соглашение с немецким концерном Siemens AG на проектирование и поставку части электрооборудования для нового локомотива, включая инверторы и электродвигатели, поскольку производство тяговых инверторов, необходимых для преобразования постоянного тока в переменный ток регулируемого напряжения и частоты для асинхронных двигателей, в России до сих пор не было освоено на должном уровне. В 2009 году совместно со специалистами Siemens проводились стендовые испытания модифицированной тележки от электровоза 2ЭС6 с немецкими асинхронными тяговыми электродвигателями, а также эксплуатационные испытания электровоза 2ЭС6 с целью получения данных о поведении тележки и применимости для неё более мощных асинхронных двигателей.
Технический проект электровоза был создан в очень короткий срок — всего за шесть месяцев. Летом 2010 года все основные проектные работы были завершены и завод приступил к изготовлению деталей и сборке первого электровоза. К этому времени в проект локомотива было вложено более 6 миллиардов рублей. Ещё до начала сборки первого локомотива в мае 2010 года ОАО «РЖД» подписало контракт на закупку таких электровозов в количестве 221 машины общей стоимостью в 42 миллиарда рублей.

### Производство и модификации
Электровозы 2ЭС10 «Гранит» выпускаются ООО «Уральские локомотивы», совместным предприятием немецкого концерна Siemens и ЗАО Группа Синара на базе Уральского завода железнодорожного машиностроения с 2010 года. На момент создания электровоз являлся самым мощным выпускаемым в России локомотивом постоянного тока для колеи 1520 мм. На основе базовой модели 2ЭС10 для вождения тяжеловесных поездов был создан трёхсекционный электровоз с бустерной секцией 2ЭС10С, условно именуемый 3ЭС10, а также модифицированный вариант для украинских железных дорог — электровоз 2ЕС10 «Святогор», так и не введённый в эксплуатацию и позднее переукомплектованный к базовому варианту.
В созданную «Уральскими локомотивами» базовую платформу электровоза «Гранит» интегрированы современные разработки компании «Сименс» в области электропривода: блок вспомогательных трансформаторов, дроссель входного фильтра, блок охлаждения, тяговый преобразователь, тяговый двигатель и интегрированный редуктор. Комплектующие и модули для электровоза поставляют более ста российских предприятий. Они обеспечивают завод электронными системами, тормозным, вспомогательным и пневматическим оборудованием, оборудованием для кабины, заготовками для колёсной пары и т. д.
По состоянию на май 2022 года выпущено не менее 181 базовых двухсекционных электровозов 2ЭС10 и 60 бустерных секций, на базе которых были составлены трёхсекционные электровозы, условно именуемые 3ЭС10. При этом часть электровозов 2ЭС10 изначально была выпущена как 2ЕС10 для Украины. Данные по выпуску электровозов 2ЭС10 и 2ЕС10, а также бустерных секций 2ЭС10С приведены в таблице:
| Год выпуска | Количество электровозов | Количество электровозов | Количество секций | Количество секций  | Количество секций | Номера               | Номера    | Номера    |
| Год выпуска | 2ЭС10                   | 2ЕС10                   | 2ЭС10 (головные)  | 2ЭС10С (бустерные) | 2ЕС10 (головные)  | 2ЭС10                | 2ЭС10С    | 2ЕС10     |
| 2010        | 1                       | —                       | 2                 | —                  | —                 | 001                  | —         | —         |
| 2011        | 10                      | —                       | 20                | —                  | —                 | 002 — 011            | —         | —         |
| 2012        | 31                      | —                       | 62                | —                  | —                 | 012 — 041, 222       | —         | —         |
| 2013        | 42                      | 4                       | 84                | —                  | 8                 | 042 — 081, 112, 113  | —         | 001 — 004 |
| 2014        | 37                      | 3                       | 74                | 3                  | 6                 | 082 — 111, 114 — 120 | 001—003   | 005—007   |
| 2015        | 4                       | —                       | 8                 | 4                  | —                 | 121 — 124            | 004 — 007 | —         |
| 2016        | 15                      | —                       | 30                | 15                 | —                 | 125 — 139            | 008 — 022 | —         |
| 2017        | 11                      | —                       | 22                | 10                 | —                 | 140 — 149, 223       | 023 — 032 | —         |
| 2018        | 10                      | —                       | 20                | 10                 | —                 | 150 — 159            | 033 — 042 | —         |
| 2019        | 7                       | —                       | 14                | 7                  | —                 | 160 — 166            | 043 — 049 | —         |
| 2020        | 3                       | —                       | 6                 | 3                  | —                 | 167 — 169            | 050 — 052 | —         |
| 2021        | 8                       | —                       | 16                | 8                  | —                 | 170 — 177            | 053 — 060 | —         |
| 2022        | 2                       | —                       | 4                 | —                  | —                 | 224, 225             | —         | —         |
| Всего       | 181                     | 7                       | 362               | 60                 | 14                | 001 — 177, 222 — 225 | 001 — 060 | 001 — 007 |

#### 2ЭС10
Электровоз 2ЭС10 является базовой моделью семейства электровозов «Гранит» и состоит из двух одинаковых четырёхосных головных секций, массой 100 тонн и длиной 17 метров каждая.
Первый электровоз 2ЭС10-001, сборка которого началась летом, был изготовлен в ноябре 2010 года и продемонстрирован на заводе премьер-министру России Владимиру Путину. Весной 2011 года был собран второй электровоз.
В августе 2012 года квалификационная комиссия, состоящая из представителей ОАО «РЖД», завода-изготовителя, отраслевых институтов, поставщиков основного оборудования и компании Siemens, рекомендовала «Уральским локомотивам» приступить к серийному производству электровозов, после чего была начата постройка установочной серии в 31 локомотив.
В целом РЖД изначально до конца 2017 года планировало закупить 221-у машину этой серии, однако в 2015 году в связи с валютным кризисом и падением курса рубля, а также переходом на выпуск трёхсекционных электровозов вместо двухсекционных, что увеличивало стоимость каждого из них, темпы производства «Гранитов» заметно снизились.
Начиная с конца 2014 года завод перешёл на выпуск трёхсекционных локомотивов, а выпуск двухсекционных 2ЭС10 был приостановлен, хотя трёхсекционные электровозы сохранили обозначение и хронологию нумерации серии 2ЭС10. Лишь в 2022 году для ОАО «Апатит» было построено ещё два двухсекционных локомотива. По состоянию на середину 2022 года выпущен 121 двухсекционный электровоз 2ЭС10 — 117 для РЖД и 4 для ОАО «Апатит».

#### 3ЭС10 (2ЭС10С)
Дальнейшим развитием электровозов 2ЭС10 стало создание промежуточной бустерной секции 2ЭС10С без кабин управления со сквозным проходом, сцепляемой между головными секциями электровоза 2ЭС10 и позволяющей таким образом увеличить мощность стандартного электровоза 2ЭС10 в полтора раза и использовать для транспортировки тяжёлых грузовых составов или работы на участках пути со значительным уклоном. Таким способом получается трёхсекционый двенадцатиосный локомотив, условно именуемый 3ЭС10. Вопреки сложившейся в России практике именования серий локомотивов, трёхсекционные электровозы на практике не были обозначены как 3ЭС10, сохранив первоначальное обозначение серии 2ЭС10 и номера в пределах этой серии, а бустерные промежуточные секции получили отдельную нумерацию, то есть формально они не привязаны по номеру к какому-либо локомотиву.
Бустерная секция имеет то же электрооборудование и конструкцию экипажной части, что и головная, и отличается от последней главным образом отсутствием кабины управления и размещённых в ней устройств управления и кранов машиниста, а также наличием второй торцевой стены с межсекционным переходом вместо неё. Это обеспечивает удобство работы по сравнению со сцепом ЭС10+2ЭС10 из трёх головных секций, позволяя локомотивной бригаде переходить между всеми секциями в процессе движения, что позволяет осматривать всё оборудование и выявлять возможные неисправности без необходимости остановки поезда. Токоприёмники у бустерной секции отсутствуют, поскольку питание передаётся от головных секций, а наличие двух токоприёмников на каждой из них позволяет эксплуатировать трёхсекционный электровоз с соблюдением токовых норм. Масса (100 т) и длина (17 м) бустерной секции такая же, как и у головной.
Проектирование промежуточных секций для электровозов 3ЭС10 было начато в конце 2013 года и закончено в начале 2014 года, а в мае была изготовлена первая секция. Первые трёхсекционные электровозы 2ЭС10 с бустерными секциями 2ЭС10С были выпущены в конце 2014 года, и в дальнейшем завод стал изначально выпускать электровозы в трёхсекционном исполнении вместо двухсекционного, однако официально они так и не были обозначены 3ЭС10. Секция 2ЭС10С-001 была включена в состав электровоза 2ЭС10-116, секция 002 — в 118, секция 003 — в 119. Начиная с секции 2ЭС10С-004, они включались в состав 2ЭС10 начиная со 121-го и заканчивая 177-м номером в хронологическом порядке по возрастанию, то есть секция с номером N включена в состав электровоза 117+N. По состоянию на середину 2022 года построено 60 трёхсекционных электровозов.
В 2020 году, начиная с электровоза с номером 167, в конструкцию кабины головных секций были внесены изменения. Лобовая часть электровоза стала аналогичной электровозам 2ЭС7 с более узкими буферными фонарями, наклонёнными под небольшим углом относительно горизонтали, и исчезли рельефные изгибы в зоне их размещения, а светодиоды прожектора вместо округлого получили прямоугольное размещение. Вместо зеркал заднего вида стали устанавливаться бортовые видеокамеры с трансляцией изображения на экран в кабине машиниста. Пульт управления в кабине также претерпел значительные изменения и стал асимметричным: большая часть приборных панелей стала размещаться в зоне доступа машиниста, которая стала занимать больше половины пульта, появился отдельный монитор системы видеонаблюдения (на нём по умолчанию отображается изображение с камер заднего вида), а пульт вместо бежевого стал тёмно-серым. Также в кабине было применено обновлённое освещение и новое программное обеспечение.

#### 2ЕС10
2ЕС10 «Святогор» — модификация электровоза 2ЭС10 для Украинских железных дорог. Отличия от 2ЭС10 заключаются в установке в кабине машиниста отличных от российских приборов безопасности в соответствии со стандартами Украинских железных дорог, также часть комплектующих поставлена украинскими предприятиями. Первоначально планировался выпуск пятидесяти электровозов для замены старых электровозов ВЛ10 и ВЛ11 на Львовской железной дороге, которые эксплуатировались совместно по два локомотива на состав. К концу 2013—началу 2014 года было выпущено семь электровозов серии. Однако из-за проблем с оплатой заказчиком (по другой версии, в связи с политическим и экономическим кризисом на Украине) первые три машины, изготовленные в ноябре-декабре 2013 года и поставленные на Украину, в марте 2014 года были возвращены на завод-изготовитель, перед этим простояв всю зиму на станции Купянск-Сортировочный. После этого все семь электровозов было решено переоборудовать в серийные электровозы 2ЭС10 «Гранит», заменив все украинские системы безопасности на российские и установив стандартное оборудование. Как минимум две машины, 001 и 002, были переоборудованы и поставлены Российским железным дорогам как, соответственно, 2ЭС10-112 и 2ЭС10-113. Другие пять машин вероятнее всего также были перенумерованы и проданы РЖД как 2ЭС10, однако их новая нумерация достоверно неизвестна. По другим данным (RailGallery и TrainFoto) 2ЭС10 не были перенумерованы, кроме 2ЭС10-012, он после испытаний во Львове был обратно отправлен в Россию и перенумерован в 2ЭС10-222.

## Общие сведения
Магистральные электровозы 2ЭС10 «Гранит» предназначены для вождения грузовых поездов на железных дорогах колеи 1520 мм, электрифицированных на постоянном токе номинального напряжения 3 кВ. Электровоз рассчитан на работу при напряжении в контактной сети от 2,2 до 4 кВ в условиях умеренного климата при температуре наружного воздуха от −50°С до +45°С (предельное рабочее значение) и высоте над уровнем моря до 1200 м. Электрооборудование, устанавливаемое в кузове электровоза, рассчитано на работу при температуре от −50°С до +60°С.
Электровозы 2ЭС10 являются наиболее современными грузовыми электровозами постоянного тока на Российских железных дорогах и благодаря применению асинхронного тягового привода являются более экономичными и долговечными в эксплуатации, чем электровозы с коллекторными двигателями. Во многом они унаследовали конструктивные особенности электровозов 2ЭС6, но отличаются от них асинхронным тяговым приводом большей мощности, более современным электрооборудованием и системой управления и модифицированным кузовом. Двухсекционный 2ЭС10 способен вести поезд массой 9 тысяч тонн на участках с равнинным профилем пути с уклонами до 6 ‰ и массой до 6,3 тысяч тонн на участках с горным профилем с уклоном до 10 ‰. По мощности они примерно на треть превосходят электровозы серии 2ЭС6 и примерно в 1,6-1,8 раз в зависимости от режима тяги — устаревшие электровозы серий ВЛ10 и ВЛ11.
У электровозов 2ЭС10 имеется конструктивный аналог для линий переменного тока напряжения 25 кВ частоты 50 Гц — электровоз 2ЭС7. Заводом также запланировано создание односекционного двухкабинного электровоза ЭС10 для грузопассажирских поездов и двухсистемного электровоза 2ЭС11.

### Составность
Электровоз 2ЭС10 состоит из двух одинаковых головных секций с кабинами управления, условно обозначающихся буквами А и Б. Каждая секция имеет полный комплект оборудования, благодаря чему возможна самостоятельная эксплуатация одиночной секции при условии возможности её разворота на конечных станциях, что однако создаёт машинисту неудобства при манёврах в заднем направлении из-за отсутствия второй кабины. Между головными секциями может быть вцеплена безкабинная промежуточная бустерная секция 2ЭС10С для увеличения мощности электровоза в полтора раза, формируя трёхсекционный электровоз 3ЭС10. Возможна работа двух сцепленных двухсекционных электровозов по системе многих единиц, при этом они соединяются лобовыми сторонами разноимённых секций. Также возможна эксплуатация электровоза в составе трёх головных секций путём сцепления одиночной головной секции задней частью с двухсекционным локомотивом.
Управление всех секций электровоза осуществляется из одной кабины машиниста под контролем микропроцессорной системы управления и диагностики (МПСУД). Предусмотрен также маневровый режим движения с ограничением скорости до 3 км/ч.

### Нумерация и маркировка
Электровозы 2ЭС10 получали трёхзначные номера по возрастанию в порядке выпуска, начиная с 001. Для электровозов 2ЕС10 для железных дорог Украины был выделен собственный номерной ряд, в дальнейшем в связи с отказом от закупки все они были перенумерованы в пределах серии 2ЭС10. Примечательно, что трёхсекционные электровозы не были обозначены как 3ЭС10 и сохранили обозначение серии и номера в пределах модели 2ЭС10, а их бустерным секциям были присвоены отдельные номера, начиная с 001, не связанные с номерами головных.
Маркировка с обозначением серии и номера наносится в виде металлических букв и цифр на лобовой части кабины электровоза по центру между нижними буферными фонарями в формате 2ЭС10—XXX, где XXX — номер электровоза. Сверху над обозначением серии и номера по центру размещён логотип УЗЖМ. На бустерных секциях маркировка с обозначением серии и номера не указывается.

### Технические характеристики
Основные технические характеристики электровозов семейства ЭС10:
| Параметр                                                            | Параметр                                                            | Модель электровоза  | Модель электровоза  |
| Параметр                                                            | Параметр                                                            | 2ЭС10               | 3ЭС10               |
| Осевая формула                                                      | Осевая формула                                                      | 2×(20—20)           | 3×(20—20)           |
| Размеры                                                             |                                                                     |                     |                     |
| Габарит                                                             | Габарит                                                             | 1-Т                 | 1-Т                 |
| Длина, мм                                                           | по осям автосцепок                                                  | 2 × 17 000 (34 000) | 3 × 17 000 (51 000) |
| Длина, мм                                                           | по раме (секция)                                                    | 15 784              | 15 784              |
| Ширина, мм                                                          | по верху боковых стен                                               | 3066                | 3066                |
| Ширина, мм                                                          | по раме                                                             | 3128                | 3128                |
| Высота от уровня рельс, мм                                          | крышевого оборудования                                              | 5288                | 5288                |
| Высота от уровня рельс, мм                                          | поднятого токоприёмника                                             | 5550 — 6800         | 5550 — 6800         |
| Высота от уровня рельс, мм                                          | оси автосцепок                                                      | 1060±20             | 1060±20             |
| Размеры ходовой части, мм                                           | Полная колёсная база секции                                         | 12 400              | 12 400              |
| Размеры ходовой части, мм                                           | База между центрами тележек                                         | 9400                | 9400                |
| Размеры ходовой части, мм                                           | Колёсная база тележек                                               | 3000                | 3000                |
| Размеры ходовой части, мм                                           | Диаметр колёс                                                       | 1250—1170           | 1250—1170           |
| Размеры ходовой части, мм                                           | Ширина колеи                                                        | 1520                | 1520                |
| Размеры ходовой части, мм                                           | Минимальный радиус проходимых кривых                                | 125*103             | 125*103             |
| Весовые показатели                                                  |                                                                     |                     |                     |
| Рабочая масса, т                                                    | Рабочая масса, т                                                    | 200±2               | 300±3               |
| Нагрузка от оси на рельсы, кН (тс)                                  | Нагрузка от оси на рельсы, кН (тс)                                  | 249±5 (25±0,5)      | 249±5 (25±0,5)      |
| Тягово-энергетические характеристики                                |                                                                     |                     |                     |
| Напряжение и род тока в контактной сети                             | Номинальное напряжение, кВ                                          | 3                   | 3                   |
| Напряжение и род тока в контактной сети                             | Допустимое напряжение, кВ                                           | 2,2 — 4,0           | 2,2 — 4,0           |
| Напряжение и род тока в контактной сети                             | Род тока                                                            | постоянный          | постоянный          |
| Мощность на валах тяговых двигателей, кВт                           | часового режима                                                     | 8800 (8 × 1100)     | 13 200 (12 × 1100)  |
| Мощность на валах тяговых двигателей, кВт                           | длительного режима                                                  | 8400 (8 × 1050)     | 12 600 (12 × 1050)  |
| Сила тяги, кН (тс)                                                  | при трогании с места                                                | 784 (79,9)          | 1176 (119,9)        |
| Сила тяги, кН (тс)                                                  | часового режима                                                     | 570 (58,1)          | 855 (87,2)          |
| Сила тяги, кН (тс)                                                  | длительного режима                                                  | 538 (54,9)          | 807 (82,3)          |
| Сила тяги, кН (тс)                                                  | длительного скоростного режима                                      | 370 (37,7)          | 555 (56,6)          |
| Сила тяги, кН (тс)                                                  | при максимальной скорости                                           | 236 (24,1)          | 354 (36,1)          |
| Скорость, км/ч                                                      | часового режима                                                     | 50                  | 50                  |
| Скорость, км/ч                                                      | длительного режима                                                  | 55                  | 55                  |
| Скорость, км/ч                                                      | длительного скоростного режима                                      | 80                  | 80                  |
| Скорость, км/ч                                                      | конструкционная                                                     | 120                 | 120                 |
| Мощность электрического торможения, кВт                             | рекуперативного                                                     | 8400 (2 × 4×1050)   | 12 600 (3 × 4×1050) |
| Мощность электрического торможения, кВт                             | реостатного                                                         | 5600 (2 × 2800)     | 8400 (3 × 2800)     |
| Максимальное тормозное усилие при электрическом торможении, кН (тс) | Максимальное тормозное усилие при электрическом торможении, кН (тс) | 500 (51,0)          | 750 (76,5)          |
| Тормозной путь с максимальной скорости на горизонтальном пути, м    | Тормозной путь с максимальной скорости на горизонтальном пути, м    | 1050                | 1050                |
| К. П. Д. длительного режима                                         | К. П. Д. длительного режима                                         | 0,875               | 0,875               |

## Эксплуатация

### Испытания и пробная эксплуатация
Первый электровоз 2ЭС10-001 с конца февраля по начало марта 2011 года прошёл первичную обкатку в Екатеринбурге, после чего был направлен для прохождения испытаний на кольцо ВНИИЖТ в подмосковной Щербинке. В течение первого месяца электровоз тестировался в режимах тяги, рекуперативного и реостатного торможения в условиях, обеспечивающих наиболее полное использование мощности локомотива, совершив 500 км пробега одиночным следованием и 4500 км — с составом массой 6300 тонн. Затем он продолжил проходить на кольце приёмочные и сертификационные испытания в течение весны и первой половины лета 2011 года.
С апреля 2011 года в опытную эксплуатацию с грузовыми поездами в Екатеринбурге поступил электровоз 2ЭС10-002, который вскоре после начала эксплуатации провёл первый грузовой поезд весом 6300 тонн от Екатеринбурга до Первоуральска, а затем водил составы весом до 7000 тонн. В ходе прохождения электровозом пробега в 5000 км была отмечена его энергетическая экономичность на 28 % в сравнении с трёхсекционным сцепом электровозов ВЛ11 при преодолении тяжёлого подъёма.
Со второй половины 2011 года первый электровоз вернулся в Екатеринбург, и его секция А была сцеплена с электровозом 002 для прохождения опытной эксплуатации с грузовыми поездами в составе трёх секций по системе многих единиц. 4 августа 2011 года электровоз в трёхсекционной составности провёл грузовой состав массой в девять тысяч тонн по маршруту Екатеринбург-Сортировочный — Первоуральск — Балезино, тем самым продемонстрировав эффективность такой компоновки для работы на сложных участках в Уральских горах (на перевалах).
Вскоре секция 001А была вновь сцеплена с 001Б, и оба электровоза принимали участие на выставке Экспо 1520 на кольце ВНИИЖТ в Щербинке. Электровоз 001 находился на территории депо кольца в качестве статического экспоната, а 002 участвовал в параде поездов на кольце. К началу сентября были завершены сертификационные испытания первых двух электровозов.
В дальнейшем электровозы 2ЭС10 разных номеров принимали участие в парадах поездов на кольце ВНИИЖТ, проводимых в 2012, 2013 и 2015 годах.
20 августа 2018 года была проведена очередная поездка локомотива 2ЭС10 при повышенной нагрузке. На этот раз на перегоне Бабаево — Лужская локомотив вёл состав более 12 тысяч тонн (12 018 тонн на участке 500 км). До этого составы этой весовой категории на данном участке водились только по технологии сдвоенных поездов. Поездка проведена в рамках опытной эксплуатации и тягово-энергетических испытаний данной серии.

### Эксплуатация на Свердловской железной дороге
С осени 2011 года после выставки Экспо 1520 первые два электровоза вместе с новыми, начавшими выпускаться серийно, начали поступать в депо Пермь-Сортировочная, и в октябре была начата их контрольная эксплуатация. С внедрением этих электровозов на участках Свердловской железной дороги с тяжёлым горным профилем появилась возможность пропуска транзитных поездов весом от 6300-7000 тонн без разделения состава и отцепки локомотива. Их регулярная эксплуатация началась с 10 октября на участке Екатеринбург-Сортировочный — Балезино. Первый месяц показал, что удельный расход электроэнергии у электровозов 2ЭС10 на 15 % ниже, чем у электровозов 2ЭС6, и на 20 % — чем на ВЛ11. Вскоре электровоз 002 был снова дополнен третьей головной секцией от 001 и стал совершать поездки с составами увеличенного веса по Транссибирской магистрали с целью оценки её готовности к проходу тяжеловесных поездов. Электровоз провёл поезд массой 9 тысяч тонн по маршруту Каменск-Уральский — Седельниково — Балезино длиной примерно в 700 км, уверенно преодолевая тяжёлые подъёмы с поворотами при скорости в 50 км/ч.
Электровозы 2ЭС10 в ходе подконтрольной эксплуатации установочной серии на Свердловской железной дороге в течение года были высоко оценены машинистами, в частности ими было отмечено удобство управления и комфортность условий работы, а также хорошие тяговые показатели локомотивов, и электровозы были рекомендованы к масштабному производству. По мере поступления новых электровозов 2ЭС10 на Свердловской железной дороге продолжали увеличивать количество длинных тяжеловесных составов, которые следовали без разделения через Уральский хребет, что значительно сокращало время их следования и позволяло освободить сортировочные станции. С лета 2012 года электровозы кроме восточного участка дороги Екатеринбург — Балезино стали обслуживать западный участок Екатеринбург — Дружинино, а среднесуточный пробег электровозов к этому времени составлял порядка 500—600 км в сутки.
В дальнейшем эксплуатационный парк дороги пополнялся электровозами 2ЭС10 до 2013 года, к тому моменту на дорогу поступил 61 электровоз. Отдельные двухсекционные локомотивы 2ЭС10 пополнили парк дороги в 2014 году. В середине 2015 года все электровозы 2ЭС10 были переведены из Перми в депо Свердловск-Сортировочный, которое занималось обслуживанием локомотивов и ранее, но до поступления первых трёхсекционных электровозов к нему не было приписано ни одного электровоза семейства «Гранит».

#### Выявленные недостатки и доработка
Несмотря на общую положительную оценку электровоза, в течение первых полутора лет подконтрольной регулярной эксплуатации на Свердловской дороге был выявлен целый ряд конструктивных недоработок и многочисленные дефекты в отдельных узлах. За первый год по выявленным недостаткам в конструкцию отдельных узлов и деталей было внесено около 60 изменений, повышающих надёжность машины. Кроме дефектов в деталях, проблемой также стали периодические поломки оборудования: за первый год эксплуатации было зафиксировано 249 выходов оборудования из строя, из которых 51 пришёлся на оборудование компании Siemens, в результате чего электровозы были вынуждены проходить ремонт значительно чаще, чем было определено по нормативам в документации на них. Чаще всего выходили из строя компрессоры (43 раза за первый год), которые зимой при больших отрицательных температурах работали неустойчиво по причине перемерзания холодильника, и впоследствии на них были установлены защитные кожухи, а на новые электровозы вместо оригинальных компрессоров производства завода «Орёлкомпрессормаш» стали устанавливаться компрессоры типа АКВ Челябинского компрессорного завода (ЧКЗ). Достаточно проблемным оказался тяговый преобразователь производства «Siemens», который в течение года выходил из строя 36 раз, а также было отмечено 28 поломок цепей управления, реле, датчиков и другой электроники. Программное обеспечение электровозов также давало сбои, для выявления и устранения причин которых на Уральский завод лично приезжали немецкие инженеры Siemens.
Самым распространённым дефектом стали бракованные резиновые шланги пневмосистемы высокого давления, при этом зимой сама пневмосистема часто промерзала. Расположенные у основания наклонных тяг резиновые сайлентблоки теряли эластичность при сильных морозах и электровоз боксовал, что вынудило сменить поставщика сайлентблоков и заменить на более надёжные. Наружные боковые зеркала заднего вида от потока воздуха часто складывались и разбивались до установки фиксаторов, накладки токоприёмников у электровозов быстро истирались и требовали частой замены, а также у многих электровозов не работала система гребнесмазывания.
Однако самой серьёзной проблемой стало появление сколов и трещин в бандажах колёсных пар. Изначально электровозы 2ЭС10 и 2ЭС6 комплектовались бандажами, произведёнными на украинском заводе концерна «Интерпайп» в Днепропетровске. Однако с лета 2012 года в ходе эксплуатации на украинских бандажах начали обнаруживаться сколы, в результате несколько «Гранитов» и «Синар» впервые были отстранены от эксплуатации. Производитель электровозов заменил поставщика бандажей колёсных пар на российского ОАО «ЕВРАЗ НТМК» в Нижнем Тагиле, однако в новых бандажах с начала 2013 года были обнаружены изломы и сквозные трещины. После этого руководством РЖД было принято решение отстранить от эксплуатации все 44 электровоза 2ЭС10 до устранения проблемы. Большинство 2ЭС10 направились для ремонта в моторвагонное депо Санкт-Петербург — Московское, где находился единственный на тот момент в России немецкий станок «Hegenscheidt MFD», использовавшийся ранее для обточки бандажей электропоездов Siemens ЭВС1/ЭВС2. В марте аналогичный станок был запущен в Екатеринбурге, что позволило провести ремонт части локомотивов на месте, и в апреле 2013 данная проблема была решена, после чего электровозы вернулись в регулярную эксплуатацию.

### Пробная эксплуатация на Львовской железной дороге
В конце 2011 года электровозами 2ЭС10 и 2ЭС6 заинтересовались Украинские железные дороги, которые планировали обновить парк устаревших электровозов постоянного тока ВЛ10 и ВЛ11 на Львовской железной дороге, где ввиду сложного природного рельефа в Карпатах составы водили по четыре двухсекционных электровоза ВЛ10 и ВЛ11 (два в голове и два в хвосте поезда), и внедрение вдвое более мощного 2ЭС10 позволяло снизить количество локомотивов и бригад вдвое и снизить расходы в эксплуатации за счёт более экономичного энергопотребления новыми локомотивами и простоты в обслуживании асинхронных двигателей. В конце 2011 года по договорённости с Уральскими локомотивами по одному электровозу серии — 2ЭС10-012 и 2ЭС6-147, были отправлены в опытную эксплуатацию в депо Львов-Запад. В феврале 2012 года состоялся их осмотр специалистами и начались эксплуатационные испытания с грузовыми поездами.
Поездки совершали локомотивные бригады Львовской железной дороги, прошедшие обучение на Уральском заводе, в сопровождении машинистов-испытателей от завода-производителя и специалистов Днепропетровского национального университета железнодорожного транспорта (ДНУЖТ), которые в течение месяца также проводили замеры технических параметров локомотивов. Электровоз 2ЭС10 применялся как тяговый в голове поезда, а 2ЭС6 — на подталкивании в хвосте. Заключительная поездка в рамках испытаний состоялась 28 марта 2012 года по маршруту Львов — Лавочное — Бескид — Чоп с составом весом 5200 тонн, причём до станции Лавочное электровоз 2ЭС10 вёл поезд самостоятельно без подталкивания, а затем совместно с 2ЭС6 провёл состав через Карпатский перевал с высшей точкой маршрута на станции Бескид на высоте 790 м над уровнем моря, что почти вдвое выше подобной отметки на маршруте Екатеринбург — Балезино. Наиболее сложный подъём при проходе через Карпатский перевал электровоз прошёл с подталкиванием со скоростью 11 км/ч, что подтвердило его высокие тяговые свойства.
После этого электровозы были возвращены в Россию и 2ЭС10-012 отправился на завод, а Украинские железные дороги приняли решение о закупке 50 электровозов 2ЕС10, адаптированных под требования Украины. Однако этим планам так и не было суждено осуществиться, поскольку из-за наступившего в начале 2014 года политического и экономического кризиса на Украине и неоплаты локомотивов заказчиком контракт был отменён. Примечательным фактом стало то, что вскоре был выпущен ещё один электровоз 2ЭС10 с номером 012, который поступил в эксплуатацию в депо Пермь-Сортировочная, в то время как ездивший по Львовской железной дороге электровоз с тем же номером остался на заводе. Впоследствии его номер был изменён на 222.

### Эксплуатация в Апатитах
В 2012 году электровозом 2ЭС10 заинтересовалось горно-обогатительное предприятие «Апатит», расположенное в городах Апатиты и Кировск в Мурманской области. Данному предприятию требовался мощный электровоз для вождения поездов с апатито-нефелиновой рудой от карьеров на горно-обогатительную фабрику в условиях холодного климата и преодолевать тяжёлые подъёмы с уклонами до 30 ‰ с составом массой 3800 тонн, в том числе в условиях заснеженного пути. Для этой цели использовались электровозы ВЛ10, которые водили составы по два локомотива (один в голове и один на подталкивании), что влекло перерасход энергии и требовало участия двух локомотивных бригад, к тому же многие из них были изношены и требовали замены. Также на железнодорожной сети «Апатита» эксплуатируются несколько электровозов ВЛ15А с шестиосными секциями, водящие составы в одиночку.
В октябре 2012 года для тестовой эксплуатации в депо Апатиты был отправлен электровоз 2ЭС10-222, который ранее проходил тестовую эксплуатацию на Львовской железной дороге на Украине. В работе электровоз показал себя с хорошей стороны, и хотя по мощности (8800 кВт) он несколько уступал ВЛ15А (9000 кВт), благодаря системе поосного регулирования тяги, позволяющей избежать проскальзывания даже на заснеженном пути, он показал себя эффективнее и экономичнее в работе, и как и ВЛ15А стал водить тяжёлые составы в одиночку. Руководство ОАО «Апатит» положительно оценило и вскоре приобрело электровоз на постоянной основе, а с производителем был заключён договор на его полное сервисное обслуживание. Также планировалось купить ещё несколько электровозов серии 2ЭС10, однако в 2014 году в связи с падением курса рубля и подорожанием локомотива, использующего много немецких комплектующих частей, их приобретение было отложено.
В конце 2017 года предприятием был закуплен ещё один электровоз, получивший номер 223 и новую яркую схему окраски по специальному заказу с основными голубым и серым цветами, зелёно-белыми наклонными полосами по бокам и оранжево-красными узорами спереди. Кроме того, на лобовой части и по бокам этого локомотива был нанесён логотип компании «Фосагро». В такую же цветовую схему был перекрашен и электровоз с номером 222. В 2022 году предприятием были закуплены ещё два электровоза с номерами 224 и 225. В перспективе весь имеющийся парк электровозов компании планируется заменить на 2ЭС10.

### Эксплуатация на Западно-Сибирской железной дороге
В 2013 году эксплуатация электровозов 2ЭС10 была начата на Западно-Сибирской железной дороге для организации движения тяжеловесных составов без подталкивания. С августа 2013 года в депо Белово начали поступать электровозы 2ЭС10 начиная с 062, и вплоть до 2014 года одновременно с их поступлением параллельно выводились из эксплуатации как устаревшие электровозы ВЛ10, так и 2ЭС4К производства Новочеркасского завода, которые было решено отправить в Европейскую часть России на Октябрьскую дорогу. В дальнейшем парк Западно-Сибирской дороги было решено обновлять только машинами производства Уральские локомотивы как и все приуральские регионы, что ввиду близкого расположения производителя позволяло упростить их ремонт и унифицировать технологию обслуживания локомотивов в депо.
Первоначально электровозы стали использоваться для вождения составов в юго-восточном-направлении от станции Белово на линии Белово — Артышта — Новокузнецк — Междуреченск (станция стыкования родов тока) и ответвлении Новокузнецк — Таштагол. В дальнейшем электровозы стали водить составы и в северо-западном направлении и стали эксплуатироваться на более длинном маршруте Инская — Белово — Междуреченск, а также на расположенном севернее главном ходу Транссиба на маршруте Инская — Сокур — Юрга I — Тайга — Мариинск, водя в основном составы с углём весом от 6 до 6,5 тысяч тонн. В конце декабря 2014 года электровоз провёл по маршруту Белово — Тайга — Мариинск состав с углём весом 7,1 тысяч тонн, что подтвердило его эффективность для вождения тяжеловесных поездов на магистрали и позволило выявить слабые места с повышенными токовыми нагрузками и понижением напряжения, которые предполагалось устранить путём подвешивания контактных проводов увеличенного сечения и введением в строй новых тяговых подстанций.

### Тестовая эксплуатация на Южно-Уральской железной дороге
В конце 2011 года электровозы 2ЭС10 осуществили ряд поездок с составами весом до 7000 тонн на Южно-Уральской и Куйбышевской железных дорогах по маршруту Челябинск — Кропачёво — Абдулино — Кинель (960 км) для изучения применимости электровоза на этих участках, где он в очередной раз продемонстрировал свою эффективность и экономичность по сравнению со спарками ВЛ10. Однако вскоре электровозы вернулись на Свердловскую дорогу и их регулярная эксплуатация не была начата.
В январе 2014 года в локомотивное депо Челябинск Южно-Уральской железной дороги для опытной эксплуатации на сложном участке Челябинск — Златоуст — Кропачёво с завода поступило три электровоза с номерами 082—084. В мае того же года завод поставил в депо ещё два электровоза 097 и 098, а кроме того в него были временно переданы десять электровозов 2ЭС10 из Перми с номерами с 052 по 061. Однако результаты опытной эксплуатации не удовлетворили южноуральских железнодорожников, поскольку на дороге планировалось увеличить массу поездов до 7100 тонн, с которыми двухсекционный «Гранит» справлялся с трудом, отчасти из-за его относительно небольшого сцепного веса при высокой мощности, а мощность трёхсекционных локомотивов 3ЭС10 была бы в данном случае чрезмерно избыточной. Поэтому было решено заменить 2ЭС10 на данном маршруте на спарки электровозов 2ЭС6 в четыре секции, которые в такой компоновке имели значительно больший сцепной вес, позволявший водить тяжёлые составы без пробуксовки. В декабре 2014 года все электровозы 2ЭС10 были переданы в депо Пермь-Сортировочная и Белово.

### Эксплуатация 3ЭС10 (2ЭС10 с бустерными секциями)
В ноябре 2014 года первые три электровоза 3ЭС10 (2ЭС10 с бустерными секциями 2ЭС10С) прибыли в депо Свердловск-Сортировочный и начали водить тяжёлые составы весом от семи до девяти тысяч тонн на участке Войновка — Балезино. Со 2 на 3 декабря первый электровоз под номером 116 провёл состав с газовым конденсатом весом в 9 тысяч тонн. В конце июля 2015 года в депо поступило ещё 4 электровоза начиная со 121, и в дальнейшем начались периодические регулярные поставки новых электровозов серии. К этому времени в депо Свердловск-Сортировочный были также переведены все эксплуатировавшиеся в Перми 2ЭС10.
Внедрение этих электровозов на главном ходу Транссибирской магистрали позволило организовать пропуск тяжёлых поездов через перевал без необходимости их переформирования и тем самым увеличить эффективность работы магистрали ещё в течение первого полугодия, когда на дороге имелось всего три таких электровоза, при этом наряду с увеличением количества тяжёлых поездов весом в 8 и 9 тысяч тонн вождение более лёгких поездов весом в 7 тысяч тонн было признано нецелесообразным и их количество планомерно снижалось по мере поступления новых локомотивов.
В августе-сентябре 2017 года электровоз 2ЭС10-139 участвовал в параде поездов на кольце ВНИИЖТ выставке Экспо 1520 в Щербинке, после чего был отправлен заказчику.

### Приписка
Данные по приписке электровозов 2ЭС10 по состоянию на июль 2023 года по депо приведены в таблице. Трёхсекционные электровозы в таблице для удобства обозначены как 3ЭС10, несмотря на то что они на практике не получили такого обозначения, а сохранили обозначение серии 2ЭС10+2ЭС10С.
| Дорога            | Депо                     | Оператор | Количество | Количество | Номера                              | Номера                   |
| Дорога            | Депо                     | Оператор | 2ЭС10      | 3ЭС10      | 2ЭС10                               | 3ЭС10                    |
| Свердловская      | Свердловск-Сортировочный | РЖД      | 115        | 60         | 001 — 105, 106 — 112, 115, 117, 120 | 116, 118, 119, 121 — 177 |
| Западно-Сибирская | Белово                   | РЖД      | 1          | —          | 114                                 | —                        |
| Западно-Сибирская | Тайга                    | РЖД      | 1          | —          | 113                                 | —                        |
| Октябрьская       | Апатиты                  | Апатит   | 4          | —          | 222—225                             | —                        |

### Комментарии
1. ↑  При скорости до 10 км/ч